# Championnat d'Écosse de football 1968-1969
Navigation
Édition précédente Édition suivante
La 72e édition du championnat d'Écosse de football est remportée par le Celtic Football Club. C’est le 25e titre de champion et le quatrième consécutif du club de Glasgow. Le Celtic l’emporte avec 5 points d’avance sur le Rangers FC. Le Dunfermline Athletic complète le podium.
Le système de promotion/relégation reste en place: descente et montée automatique, sans matchs de barrage pour les deux derniers de première division et les deux premiers de deuxième division. Falkirk FC et Arbroath FC descendent en deuxième division. Ils sont remplacés pour la saison 1969/70 par Motherwell FC et Ayr United.
Avec 26 buts marqués en 34 matchs,  Kenny Cameron de Dundee United remporte pour la première fois le classement des meilleurs buteurs du championnat.

## Les clubs de l'édition 1968-1969
| \| Aberdeen FC Glasgow · Celtic - Rangers - Partick Thistle Dundee · Dundee FC-United Édimbourg · Heart - Hibernian Kilmarnock FC Saint Mirren Dunfermline Athletic Falkirk FC Saint Johnstone Clyde FC Airdrieonians Greenock Morton Ayr United Arbroath FC \| Localisation des clubs engagés dans le championnat. |
| Aberdeen FC Glasgow · Celtic - Rangers - Partick Thistle Dundee · Dundee FC-United Édimbourg · Heart - Hibernian Kilmarnock FC Saint Mirren Dunfermline Athletic Falkirk FC Saint Johnstone Clyde FC Airdrieonians Greenock Morton Ayr United Arbroath FC                                                           |

| Club                               | Ville       |
| ---------------------------------- | ----------- |
| Aberdeen Football Club             | Aberdeen    |
| Arbroath Football Club             | Arbroath    |
| Airdrieonians Football Club        | Airdrie     |
| Celtic Football Club               | Glasgow     |
| Clyde Football Club                | Glasgow     |
| Dundee Football Club               | Dundee      |
| Dundee United Football Club        | Dundee      |
| Dunfermline Athletic Football Club | Dunfermline |
| Falkirk Football Club              | Falkirk     |
| Greenock Morton Football Club      | Greenock    |
| Heart of Midlothian Football Club  | Édimbourg   |
| Hibernian Football Club            | Leith       |
| Kilmarnock Football Club           | Kilmarnock  |
| Partick Thistle Football Club      | Glasgow     |
| Raith Rovers Football Club         | Kirkcaldy   |
| Rangers Football Club              | Glasgow     |
| Saint Johnstone Football Club      | Perth       |
| Saint Mirren Football Club         | Paisley     |

## Compétition

### Classement
Le classement est établi sur le barème de points classique (victoire à 2 points, match nul à 1, défaite à 0).
| Rang | Équipe               | Pts | J  | G  | N  | P  | Bp | Bc | Diff |
| ---- | -------------------- | --- | -- | -- | -- | -- | -- | -- | ---- |
| 1    | Celtic FC T+C        | 54  | 34 | 23 | 8  | 3  | 89 | 32 | +57  |
| 2    | Rangers FC           | 49  | 34 | 21 | 7  | 6  | 81 | 32 | +49  |
| 3    | Dunfermline Athletic | 45  | 34 | 19 | 7  | 8  | 63 | 45 | +18  |
| 4    | Kilmarnock FC        | 44  | 34 | 15 | 14 | 5  | 50 | 32 | +18  |
| 5    | Dundee United        | 43  | 34 | 17 | 9  | 8  | 61 | 49 | +12  |
| 6    | Saint Johnstone      | 37  | 34 | 16 | 5  | 13 | 66 | 59 | +7   |
| 7    | Airdrieonians        | 37  | 34 | 13 | 11 | 10 | 46 | 44 | +2   |
| 8    | Heart of Midlothian  | 36  | 34 | 14 | 8  | 12 | 52 | 54 | -2   |
| 9    | Dundee FC            | 32  | 34 | 10 | 12 | 12 | 47 | 48 | -1   |
| 10   | Greenock Morton      | 32  | 34 | 12 | 8  | 14 | 58 | 68 | -10  |
| 11   | Saint Mirren P       | 32  | 34 | 11 | 10 | 13 | 40 | 54 | -14  |
| 12   | Hibernian FC         | 31  | 34 | 12 | 7  | 15 | 60 | 59 | +1   |
| 13   | Clyde FC             | 31  | 34 | 9  | 13 | 12 | 35 | 50 | -15  |
| 14   | Partick Thistle FC   | 28  | 34 | 9  | 10 | 15 | 39 | 53 | -14  |
| 15   | Aberdeen FC          | 26  | 34 | 9  | 8  | 17 | 50 | 59 | -9   |
| 16   | Raith Rovers         | 21  | 34 | 8  | 5  | 21 | 45 | 67 | -22  |
| 17   | Falkirk FC           | 18  | 34 | 5  | 8  | 21 | 33 | 69 | -36  |
| 18   | Arbroath FC P        | 16  | 34 | 5  | 6  | 23 | 41 | 82 | -41  |

| Légende : Qualifications et relégations | Légende : Qualifications et relégations                                |
| --------------------------------------- | ---------------------------------------------------------------------- |
|                                         | Champion d'Écosse. Qualifié pour la Coupe d’Europe des clubs champions |
|                                         | Relégation en deuxième division                                        |
|                                         | T : Tenant du titre C : Vainqueur de la Coupe d'Écosse P : Promus      |

## Bilan de la saison
| Tableau d'Honneur                |           |
| Compétition                      | Vainqueur |
| Championnat d'Écosse de football | Celtic FC |
| Coupe d'Écosse de football       | Celtic FC |

| Promotions et relégations |                          |
| Promus                    | Motherwell FC Ayr United |
| Relégués                  | Falkirk FC Arbroath FC   |

## Statistiques

### Meilleur buteur
1. Kenny Cameron, Dundee United 26 buts